# Roger Bates
Roger W. Bates (ur. 2 lipca 1947  w Oklahoma) – amerykański brydżysta, World Grand Master oraz Senior Grand Master (WBF).

## Wyniki brydżowe

### Zawody światowe
W światowych zawodach zdobył następujące lokaty:
| Mistrzostwa Świata. Konkurencja teamów | Mistrzostwa Świata. Konkurencja teamów | Mistrzostwa Świata. Konkurencja teamów | Mistrzostwa Świata. Konkurencja teamów | Mistrzostwa Świata. Konkurencja teamów | Mistrzostwa Świata. Konkurencja teamów |
| Rok                                    | Miejsce                                | Zawody                                 | Kategoria                              | Drużyna                                | Pozycja                                |
| -------------------------------------- | -------------------------------------- | -------------------------------------- | -------------------------------------- | -------------------------------------- | -------------------------------------- |
| 2013                                   | Nusa Dua                               | 41. Mistrzostwa Świata Teamów          | Seniorzy                               | USA 2                                  | 1                                      |
| 2010                                   | Filadelfia                             | 13 Seria Mistrzostw Świata             | Open                                   | Orourke                                | 9                                      |
| 2007                                   | Szanghaj                               | 38 Mistrzostwa Świata Teamów           | Seniorzy                               | USA 2                                  | 1                                      |
| 2006                                   | Werona                                 | 12 Mistrzostwa Świata                  | Open                                   | Meltzer                                | 1                                      |
| 2005                                   | Estoril                                | 37. Mistrzostwa Świata Teamów          | Seniorzy                               | USA 1                                  | 1                                      |
| 2003                                   | Monte Carlo                            | 36. Mistrzostwa Świata Teamów          | Seniorzy                               | USA 1                                  | 1                                      |
| 2002                                   | Montreal                               | 11. Mistrzostwa Świata                 | Open                                   | Deutsch                                | 17                                     |
| 2000                                   | Southampton                            | 34. Mistrzostwa Świata Teamów          | Trans                                  | Klar                                   | 28                                     |
| 1998                                   | Lille                                  | 10 Mistrzostwa Świata                  | Open                                   | Klar                                   | 33                                     |
| 1994                                   | Albuquerque                            | 9 Mistrzostwa Świata                   | Open                                   | Deutsch                                | 1                                      |

| Mistrzostwa Świata. Konkurencja par | Mistrzostwa Świata. Konkurencja par | Mistrzostwa Świata. Konkurencja par | Mistrzostwa Świata. Konkurencja par | Mistrzostwa Świata. Konkurencja par | Mistrzostwa Świata. Konkurencja par |
| Rok                                 | Miejsce                             | Zawody                              | Kategoria                           | Partner                             | Pozycja                             |
| ----------------------------------- | ----------------------------------- | ----------------------------------- | ----------------------------------- | ----------------------------------- | ----------------------------------- |
| 2002                                | Montreal                            | 11. Mistrzostwa Świata              | Miksty                              | Robin Klar                          | 231                                 |
| 2002                                | Montreal                            | 11. Mistrzostwa Świata              | Open                                | Robin Klar                          | 71                                  |
| 1978                                | Nowy Orlean                         | 5. Mistrzostwa Świata               | Open                                | John Mohan                          | 3                                   |

## Klasyfikacja
- Michael Rosenberg – klasyfikacja WBF (ang.)